# Akiruno
Akiruno (あきる野市, Akiruno-shi) est une ville de la métropole de Tokyo, au Japon.

## Géographie

### Localisation
Akiruno se trouve dans l'ouest de la métropole de Tokyo, à environ 40 km du centre de Tokyo. L'est de la ville est urbanisé, et l'ouest montagneux.

### Municipalités limitrophes
| Okutama, Ōme | Hinode   | Ōme, Hamura |
| Hinohara     | Akiruno  | Fussa       |
| Hinohara     | Hachiōji | Hachiōji    |

### Démographie
En mars 2025, la population d'Akiruno était de 79 077 habitants, répartis sur une superficie de 73,47 km2.

### Hydrographie
Akiruno est traversée par la rivière Aki (en), qui se jette dans le fleuve Tama à l'extrémité sud-est du territoire de la ville.

## Histoire
La ville a été fondée le 1er septembre 1995 par la fusion de la ville d'Akigawa et du bourg d'Itsukaichi.

## Transports
Akiruno est desservie par la ligne Itsukaichi de la JR East.

## Jumelage
Akiruno est jumelée avec :
- Marlborough (États-Unis),
- Kurihara (Japon),
- Ōshima (Japon).